# Riu Madriu
El riu Madriu o Romadriu és un riu de muntanya al sud de les parròquies d'Escaldes-Engordany i d'Encamp, al Principat d'Andorra. És un important afluent de la Valira d'Orient pel marge esquerre. Neix a l'estany de l'Illa, encara dins la parròquia d’Encamp, a una altitud de 2.480 m.
El riu discorre d'est a oest per la llarga vall entre els cims del sector fronterer del sud-est d'Andorra , Tosseta de Vall Civera, Pic de la Portelleta, pic de Setut i pic de Perafita i els cims andorrans que tanquen la vall pel nord són les crestes del Gargantillar, el pic dels Llops, el Cap de les Agols i la Tossa del Braibal.
Rep pel marge esquerre el riu de Perafita al pont d'Entremesaigües que també porta les aigües del riu de Claror.
El riu Madriu alimenta, pel canal de Ràmio, la central hidroelèctrica d’Engolasters.
La vall del riu Madriu és d'origen glacial i abasta una superfície aproximada de 4.250 ha. Va ser declarada Patrimoni de la Humanitat de la UNESCO l'any 2004.

## Rius i torrents tributaris
- Riu dels Orris
- Torrent de Setut
- Canal de la Molina
- Riu de Perafita
- Canal del Pletiu
- Canal de la Bova
- Canal de la Colilla[4]